# Maryland, My Maryland
Maryland, My Maryland war von 1939 bis 2021 die offizielle Hymne des amerikanischen Bundesstaats Maryland. Es war ein Kampflied der Konföderierten im Amerikanischen Bürgerkrieg.

## Inhalt und Geschichte
Der Text der Hymne beruht auf einem neunstrophigen martialischen Gedicht von James Ryder Randall aus dem Jahr 1861, das sich auf Ereignisse in Baltimore kurz vor Beginn des Sezessionskrieges bezieht. US-Truppen, die durch die Stadt zogen, wurden durch Sympathisanten der Konföderierten attackiert, woraufhin die Soldaten das Feuer eröffneten und mehrere Bürger töteten.
Der Text des Liedes spricht unter anderem davon, der „Despot“ (gemeint ist Abraham Lincoln) mache sich mit ihrer Brandfackel an Marylands Tempel zu schaffen. Es appelliert an den als Mutter personifizierten Heimatstaat, sein „glänzendes Schwert nicht rosten zu lassen“, die „Ketten des Tyrannen zu brechen“ und den „Abschaum aus dem Norden zu vertreiben“, um eine „Kreuzigung der Seele“ zu verhindern. Zitiert werden auch die Worte des Brutus bei der Ermordung Caesars, die Lincolns Mörder, John Booth, bei seiner Mordtat wiederholte: Sic semper tyrannis (So [ergehe es] immer den Tyrannen!). Übrigens verhielt sich Maryland im Bürgerkrieg neutral, was dazu führte, dass Bürger des Staates auf beiden Seiten kämpften.
Die Melodie basiert auf dem auch in Amerika verbreiteten Studentenlied Lauriger Horatius, auf die auch das Weihnachtslied O Tannenbaum gesungen wird. Der deutschstämmige Charles W. A. Ellerbrock gab 1861 als Auftragswerk des Verlages Miller & Beacham eine Bearbeitung als Klavierlied heraus. James Ryder Randall bekräftigte 1884 in einem Brief, dass das Lied auf die „Tannenbaum“-Melodie zu singen sei. Auch vergleichbare Lieder für Florida, Michigan und Iowa werden auf diese Melodie gesungen.
Wegen des Textes gab es mehrere Vorstöße, das Lied als Staatshymne zu ersetzen. Diese blieben aber zunächst vergeblich. Am 5. März 2021 entschied jedoch die Delegiertenversammlung des Staates Maryland mit großer Mehrheit, das Lied als Staatshymne zu ersetzen. Dieser Beschluss erlangte im Mai 2021 Rechtskraft.

## Text
Die erste Strophe lautet:
| Englisch | Deutsch |
| --- | --- |
| The despot's heel is on thy shore, Maryland!* His torch is at thy temple door, Maryland! Avenge the patriotic gore That flecked the streets of Baltimore, And be the battle queen of yore, Maryland! My Maryland! | Der Absatz des Despoten ist an deiner Küste Maryland! Seine Fackel ist an der Tür Deines Tempels Maryland! Räche die abgeschlachteten Patrioten, die die Straßen von Baltimore färbten Und sei die Königin der Schlacht wie in Urzeiten Maryland! Mein Maryland! |

* Obschon der offizielle Text nur einmal Maryland in der zweiten und vierten Zeile eine Strophe vorsieht, wird üblicherweise Maryland, my Maryland gesungen.

## Veröffentlichungen
Tennessee Ernie Ford sings Civil War Songs of the South, Capitol Records 1961